# Bamba (Bourem)
 (août 2022).
Si vous disposez d'ouvrages ou d'articles de référence ou si vous connaissez des sites web de qualité traitant du thème abordé ici, merci de compléter l'article en donnant les références utiles à sa vérifiabilité et en les liant à la section « Notes et références ».
 (août 2022).
Pour les articles homonymes, voir Bamba.
Bamba est une ville et une commune malienne, chef-lieu cercle de Bamba dans la région de Gao.

## Géographie
Elle est située sur la rive gauche du Niger, à 220 km à l'est de Tombouctou et 245 km au nord-ouest de Gao.
La commune de Bamba regroupe 19 villages et sept fractions (populations nomades) sur une superficie de 8 100 km2. La population est composée essentiellement de sédentaires (Songhaïs, Peuls, Bambaras, Dioulas, Bozos) et de nomades (Arabes, Maures, Touaregs, Bellas, etc.)

## Histoire
Par rapport à l'origine de Bamba qui signifie caïman (ou force) en bambara, la classique populaire raconte qu'un Bambara, venu du sud, attacha son cheval dans l'ile de Garbaygoungou juste en face de la ville. Le cheval fut attaqué par un caïman qui l'entraîna petit à petit dans les entrailles du Djoliba et le Bambara de crier : «Bamba ! Bamba ! Bamba !». Ainsi, la ville a pris le nom de Bamba.

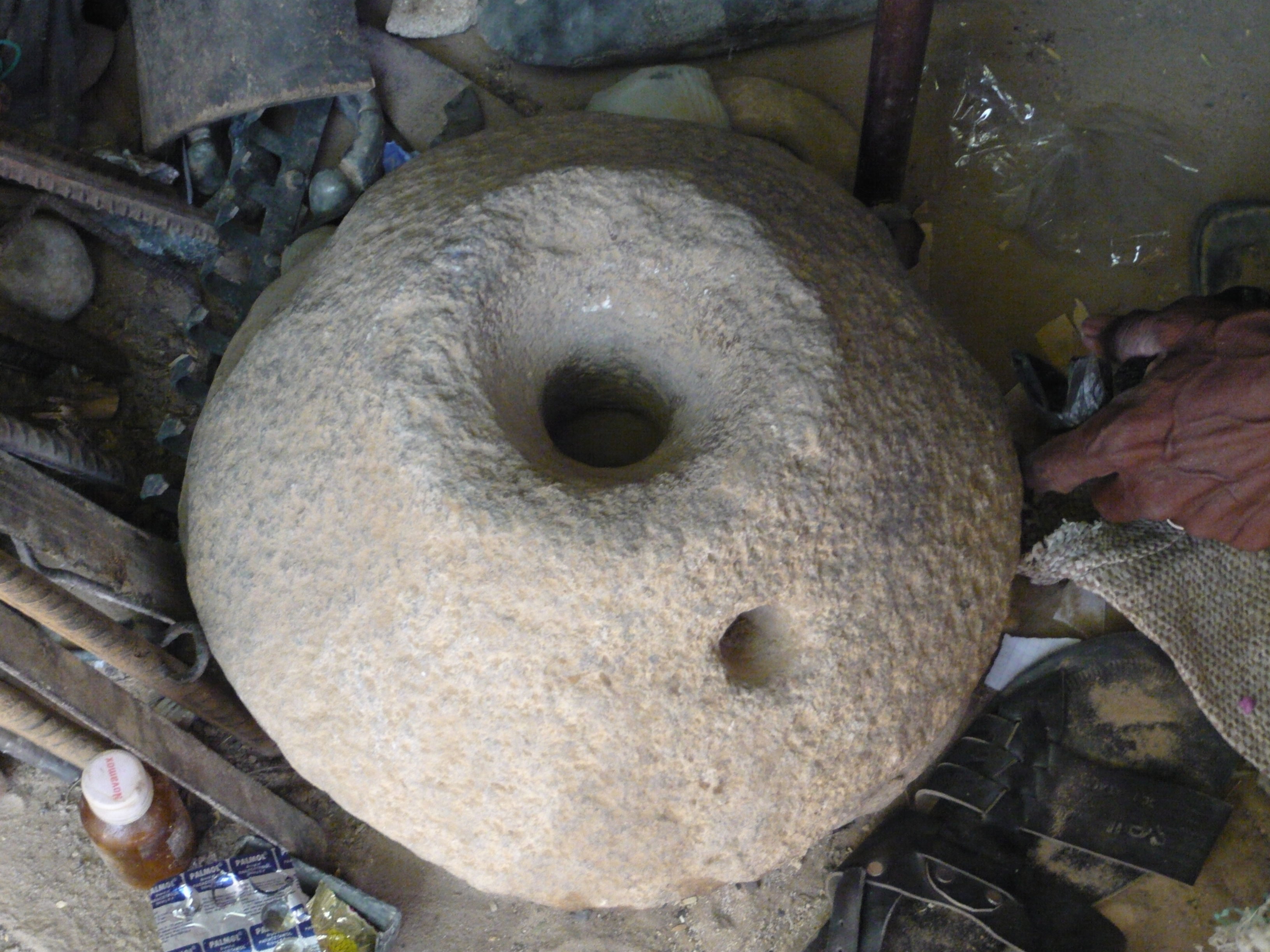
Un moulin préhistorique découvert à Bamba.

La cité de Bamba a été fondée vers 490 (soit 200 ans avant Gao et 937 ans avant Tombouctou) successivement :
- par quatre hommes dont deux musulmans et deux non-musulmans. Leurs noms sont tombés dans l'oubli ;
- par Lambiata, une sorte de famille bambara ;
- par les Bambaras eux-mêmes ;
- par l'ancêtre des Sorkos, Faran Maghan Boïté, enterré dans les cimetières de Bamba-île dénommé Bamba-Sorkoï.

Très vieille cité préhistorique, Bamba se présente aujourd'hui comme une ville sans documents qui peuvent préciser son histoire hormis quelques débris de pierres taillées, de pierres polies, de poterie et de la cendre sous les dunes ; témoignages certains du Paléolithique et du Néolithique (-2500 à -600).
Le tout dénote bel et bien que de très vieilles civilisations humaines s'étaient manifestées là.
Citons-en le tombeau et emplacement actuel de Faran Maghan Boïté, visible à Bamba-Sorkoï. Selon certaines versions, sa pirogue était pilotée par quatre-vingt-dix percheurs (45 de chaque côté).
Les seules références dont nous disposons sont les suivantes :
- Le 1er mars 1591, les Marocains descendirent pour la première fois à Karabara Zena dans l'île de Kermachoué (village situé à l'ouest de Bamba). Le pacha Mahmoud Djouder se baigna pour la première fois dans les eaux verdâtres du Niger. Ayant atteint en partie son objectif (la conquête du Soudan au sud du Sahara), la scène se passa dans une grande euphorie.
- Le 12 avril 1591, l'armée marocaine écrasa celle de l'Askia Ishaq dans la plaine de Tondibi et entra à Gao où ils trouvèrent une ville déserte puisqu'ayant appris leur défaite cuisante, les Sonraïs s'étaient retirés derrière le fleuve. Djouder retourna à Tombouctou où il construisit une flottille pour revenir battre l'Askia Ishaq à Zan-Zan (plaine située à l'est de la ville de Bamba) le 14 octobre 1591.

Ainsi, plusieurs batailles eurent lieu à Bamba, tantôt entre Touaregs et Marocains (armas), tantôt entre Marocains et Sonraïs.
La plus grande et la plus meurtrière de ces batailles fut celle d'Aghendal en 1726.
Enfin, fatigués par tant de guerres, les combattants trouvèrent un consensus : les Armas (ou Aroumas) s'installeraient dans la vallée et les Touaregs dispersés, certains dans le haoussa, d'autres dans le Gourma.
S'ensuivit une période d'harmonie jusqu'à l'arrivée des blancs.

### Dates clés
- 1897 : ouverture du poste militaire français.
- 1904-1909 : Cercle de Bamba administré par le capitaine français STAUP.
- 1912, 1913, 1915, 1922 : de grandes famines se sont succédé laissant des milliers de morts dont nombre de squelettes subsistent.
- 1924 : transfert du cercle de Bamba à Bourem pour des raisons stratégiques et militaires (avoir un regard sur l'Adrar des Ifogas depuis Bourem).
- 1937 : mort de Dadou Abdouharamane Touré, chef de canton de Bamba. Son fils Alhabib lui succède (seulement quelques mois) et est à son tour remplacé par son frère Almouner qui gardera la chefferie jusqu'à l'indépendance en 1960.
- 1942 : création du village de Bamba-Poste avec Alidji Mahamane Touré comme chef, mort en 1985. Son petit-fils Mahamar Almatar Touré lui succéda.
- 1943 : Une grande famine s'abat sur Bamba faisant beaucoup de morts.
- 1945 : inondation (harikaara).
- 1946 : création de l'école de Bamba.
- 1954 : construction de l'ouvrage Karèye (plaine du chef de Bamba-ile).
- 1959 : Création du poste administratif de Bamba.
- 1960 : Accession à l'indépendance.
- 1962 : Creusement du canal de Bamba par Pierre Vidal pour aménager 700 hectares de culture : blé, orge, etc.
- 1966 : grande sécheresse et exode massif vers Gossi (fondée pour l'occasion).
- 1967-1968 :
- 1968 :
- 1970 :
- 1972-1973 :
- 1985 :
- 17 juillet 1985
- 1985 :
- 1985 :
- 26 juin 1991 :
- 19 juin 1994
- 25 juillet 1994:
- 17 novembre 1994 : Arrivée d'une garnison à Bamba.
- 27 novembre 1994 : Retour timide de la population dans le haoussa.
- 26 juin 1995 : réunion inter communautaire entre sédentaires arabes et auteurs du massacre du 25 juillet 1994. Amorce du retour à la normale.
- 1er octobre 1996 : réouverture du poste militaire de Bamba ; refermé à cause du processus de paix engagé au Nord-Mali.
- 9 septembre 1999 : naissance de la commune de Bamba. L'arrondissement disparaît.
- 1er septembre 2003 : inauguration des locaux de la mairie ; bâti sur les ruines du fort.
- 2010 : lancement de la radio Zan-Zan, dont le projet est financé par Geekcorps
- 7 janvier 2016 : décès du chef de village Bamba Souleymane

## Politique

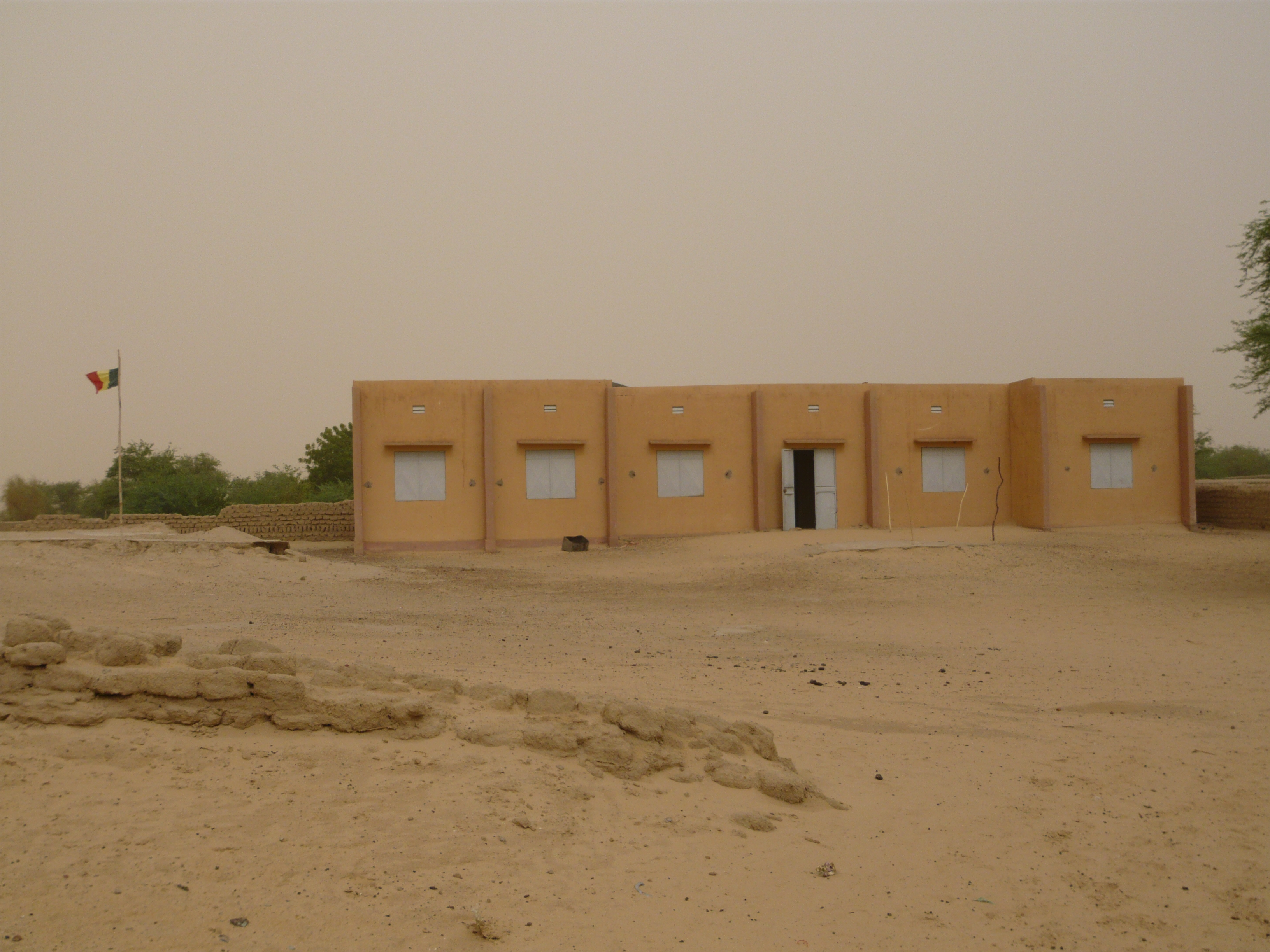
Mairie de Bamba

| Année | Maire élu                      | Parti politique   |
| ----- | ------------------------------ | ----------------- |
| 2004  | Mahamar bamba                  | Indépendant       |
| 2009  | Mohamed El Mouyou Kiouni bamba | Mouvement citoyen |
| 2016  | Elmoctar Sidi bamba            | UM-RDA FASO JIGI  |

## Jumelages
- Longjumeau (France)

## Géographie
Limité à l'Est par la commune de Téméra, à l'Ouest par la commune de Bamirane, au Nord-Ouest par la commune de Ber et au Sud par celle de Ouinerden, Bamba est arrosée par le fleuve Niger sur quelque 100 km de long du Nord au Sud et 80 km de large d'Est en Ouest. Bamba s'étend sur 8 100 km2.
Situé à 145 km de Bourem, chef-lieu de cercle, à 245 km de Gao, chef-lieu de Région, à 60 km de Téméra, à 220 km de Tombouctou et à 60 km de Rharous, la commune de Bamba est entièrement enclavée.
Les moyens de transport sont essentiellement les pinasses reliant Gao durant la majeure partie de l'année et les bateaux entre Koulikoro et Gao entre août et janvier suivant l'importance de la crue.
Les routes sont difficilement praticables du fait du sable et de leur mauvais état.
Le relief de Bamba est essentiellement constitué de bas plateaux (grès calcaire, dunes –sauf dans la vallée du Niger, menacée d'ensablement) et appartient à la zone sahélo-saharienne. Son climat en est donc aride et réparti en deux grandes saisons :
- La saison sèche : de mars à juin, dominée par les vents (principalement l'harmattan) et caractérisée par de grandes températures (40 °C à 46 °C à l'ombre). Froide de novembre à février (20 °C à 35 °C).

- La saison humide : de juillet à octobre, pluie ou hivernage.

Ces deux saisons sont aussi caractérisées par la permanence de moustiques d'où la présence d'un paludisme endémique, dangereux et mortel.
En outre, Bamba est divisée en deux grandes zones à vocation pastorale : le haoussa au nord, sur la rive gauche du Niger, dominé par les puits et le gourma, au sud, sur la rive droite, caractérisé par des mares. Le nomadisme entre le haoussa et le gourma et le sédentarisme dans la vallée du fleuve occupent les deux modes de vie.

## Économie
La population de Bamba vit essentiellement de riz, mil, sorgho, des produits de l'élevage et de la cueillette de cram-cram, fonio et datte sauvages. Les échanges commerciaux sont répartis en cinq centres :
- Kermachoué à l'ouest pour les villages de Kermachoué, Abbacoira - Sonrai, Titilane, Sagoubéri et la fraction de Cheriffen - Abbacoira, semi-sédentarisée.
- Garbamé à l'est pour les villages Garmabé Sonrai, Zamane, Tinafozo, Eguédech, Hamgoundji, Koygourou et la fraction de Garbamé Peulh, presque sédentarisée aussi.
- Un secteur nomade au nord regroupant les fractions arabes Ahel Sidi Cedeq, Ahel Lahwal et la fraction Touareg de Kel-Inseye.
- Bahondo au sud, pour les villages de Bahondo, N'Tahane, Gouni-Gouni, Adiata et Tahkaye.
- Bamba au centre, regroupant Bamba-Ile, Bamba-Poste, Bamba-Tabahokamatt, Goundji, Ouagaye-Sonrai et la fraction Ouagaye-Peulh sédentarisé aussi, alternant entre les deux zones (nord-sud).

Le commerce joue un rôle important dans le PIB de la localité. Il est caractérisé par une forte présence de produits venus d'Algérie.
| Sédentaires            | Nomades                |
| ---------------------- | ---------------------- |
| Céréales               | Céréales               |
| Poissons               | Lait                   |
| Lait                   | Viande                 |
| Produits de cueillette | Produits de cueillette |
| Viande                 | Beurre                 |
| Beurre                 | Peau                   |
| Peaux                  | Poissons               |
| Produits maraîchers    | Produits maraîchers    |
|                        | Fromage                |